# Club Bàsquet Alginet
El Club Bàsquet Alginet o también conocido como Rigalli Alginet por motivos de patrocinio, es un club de baloncesto de la provincia de Valencia, con sede en la localidad de Alginet, con equipos de cantera y que juega en Tercera FEB durante la temporada 2024-2025.

## Historia
Es un club fundado en 1969.

### Liga EBA
En la temporada 2009-10, el club valenciano se inscribe en la Liga EBA, en el que se mantiene durante 4 temporadas.
Desde 2014 a 2018, jugaría en Primera Nacional, tras volver a Liga EBA en la temporada 2018-19.
En la temporada 2020-21, el Safir Fruits Alginet, queda en primera posición del grupo E de Liga EBA y al término de la temporada lograría el ascenso a liga LEB Plata. El 15 de mayo de 2021, lograría ascender a la Liga LEB Plata, tras quedar primero de su grupo en el play-off de ascenso, tras vencer a Mondragon Unibertsitatea, Club Bàsquet Mollet y Globalcaja Quintanar.

### Liga LEB Plata
En la temporada 2021-22, el Safir Fruits Alginet, debuta en Liga LEB Plata.
Tras tres temporadas en LEB Plata, en la campaña 2023-24 desciende a Tercera FEB (nueva denominación de la Liga EBA).

## Instalaciones
El Club Bàsquet Alginet juega en el Pabellón Municipal de Alginet, situado en la calle Ronda Higinio Noja s/n, Alginet, 46230, Valencia, con capacidad para 300 espectadores. 

## Denominaciones
- CB Alginet (2008-2016)
- Guillén Group Alginet (2016-2020)
- Safir Fruits Alginet (2020-2024)
- Rigalli Alginet (2024-)

## Temporadas
| Temporada | Nivel | División     | Pos. | Postemporada              | TR    | PO  |
| --------- | ----- | ------------ | ---- | ------------------------- | ----- | --- |
| 2008-09   | 6     | 1.ª División | 1.º  | Fase final (1.º)/ Ascenso | 24-2  | 1-0 |
| 2009-10   | 4     | Liga EBA     | 11.º | –                         | 9-17  | –   |
| 2010-11   | 4     | Liga EBA     | 6.º  | –                         | 15-11 | –   |
| 2011-12   | 4     | Liga EBA     | 8.º  | Descenso                  | 10-12 | –   |
| 2012-13   | 5     | 1.ª División | 3.º  | Ascenso                   | 20-6  | –   |
| 2013-14   | 4     | Liga EBA     | 11.º | Descenso                  | 13-15 | –   |
| 2014-15   | 5     | 1.ª División | 2.º  | Fase final (2.º)          | –     | 1-1 |
| 2015-16   | 5     | 1.ª División | 2.º  | Fase final (2.º)          | 17-5  | 1-1 |
| 2016-17   | 5     | 1.ª División | 2.º  | Fase final (2.º)          | –     | 1-1 |
| 2017-18   | 5     | 1.ª División | 1.º  | Fase final (1.º)/ Ascenso | 22-0  | 2-0 |
| 2018-19   | 4     | Liga EBA     | 8.º  | –                         | 12-16 | –   |
| 2019-20   | 4     | Liga EBA     | 7.º  | –                         | 17-6  | –   |
| 2020-21   | 4     | Liga EBA     | 3.º  | Fase final (2.º)/ Ascenso | 22-6  | 3-0 |
| 2021-22   | 3     | LEB Plata    | 11.º | PO permanencia            | 11-15 | 1-1 |
| 2022-23   | 3     | LEB Plata    | 12.º | PO permanencia            | 8-18  | 2-0 |
| 2023-24   | 3     | LEB Plata    | 14.º | Descenso                  | 9-17  | –   |
| 2024-25   | 4     | Tercera FEB  | 1.º  | Fase final (13.º)         | 20-4  | 0-3 |

## Entrenadores
- 2009-2012  Paco Martínez
- 2013-2014  Jaume Tormo
- 2017-2023  José Antonio Canales
- 2023-2024  Anna Montañana
- 2023-2024  Javier Malla
- 2024-Actualidad  Ángel Cepeda

## Jugadores destacados
| - Alex Camarena - Marc Picó - Gustavo Tur - Hugo Rueda - Alberto Gadea - Alberto Cubells - Jacobo Ijeilat - Alfons Albert - Shalawn Miller - Luis Verdeguer - Adrián Gálvez - Javier Dalmau | - Miguel Martínez - Guillem Marín - Carles Guardiola - Rafa Llopis - Marcel Verdú - Sergio Hernández |